# Aurélie Dabudyk
Aurélie Dabudyk, née le 26 mai 1988 à Bonneville, est une fondeuse française. Elle est une spécialiste des courses de longue distance de la Worldloppet vers la fin de sa carrière.

## Biographie
Aurélie Dabudyk fait ses débuts internationaux en 2005 au Festival olympique de la jeunesse européenne. Elle obtient sa première récompense aux Championnats du monde junior en 2008, où elle est médaillée d'argent du sprint derrière Laure Barthélémy. Elle fait ses débuts dans la Coupe du monde en décembre 2008 à La Clusaz et marque ses premiers points en 2011 à Rybinsk (29e). À partir de 2011, elle monte sur plusieurs podiums dans la Coupe OPA, circuit continental et y gagne trois courses durant sa carrière. En 2014, elle est sélectionnée aux Jeux Olympiques de Sotchi.
En 2015, elle se redirige vers le circuit des courses marathon, la Worldloppet Cup, finissant deuxième de la Dolomitenlauf pour obtenir son premier podium. Un an plus tard, elle gagne cette même course autrichienne et la Foulée blanche et s'adjuge le classement général de la Worldloppet Cup pour la première fois.
En 2018, elle remporte pour la troisième fois consécutive le classement général de la Worldloppet Cup, grâce à des victoires sur la Dolomitenlauf, le König Ludwig Lauf et la Transjurassienne. À l'issue de cet hiver, elle annonce sa retraite internationale.
Elle se reconvertit dans la pédicurie-podologie après sa retraite sportive.

## Palmarès

### Courses marathon
Elle est trois fois gagnante du classement général de la Worldloppet : 2016, 2017 et 2018.
Elle remporte la Transjurassienne en 2014 et 2018.
Autres victoires : 
- Foulée blanche : 2016.
- Dolomitenlauf : 2016, 2017 et 2018.
- Tartu Ski Marathon : 2017.
- König Ludwig Lauf : 2017 et 2018.

### Coupe du monde
- Meilleur classement général : 117e en 2011.

| Saison / Épreuve | Saison / Épreuve | Général | Général | Distance | Distance | Sprint | Sprint |
| Saison / Épreuve | Saison / Épreuve | Class.  | Points  | Class.   | Points   | Class. | Points |
| ---------------- | ---------------- | ------- | ------- | -------- | -------- | ------ | ------ |
| 2011             | 2011             | 119e    | 2       | 87e      | 2        | -      | -      |

### Championnats du monde junior
- Médaille d'argent du sprint libre en 2008.

### Universiades
- Médaille de bronze en relais en 2009.

### Championnats de France
Championne de France Elite dont :
- Longue distance : 2013